# Kothur
Kothur es una ciudad censal situada en el distrito de Rangareddy en el estado de Telangana (India). Su población es de 10519 habitantes (2011). Se encuentra a 36 km de Hyderabad, la capital del estado.

## Demografía
Según el censo de 2011 la población de Kothur era de 10519 habitantes, de los cuales 5635 eran hombres y 4884 eran mujeres. Kothur tiene una tasa media de alfabetización del 77,09%, superior a la media estatal del 67,02%: la alfabetización masculina es del 84,80%, y la alfabetización femenina del 68,24%.